# Faro di Punta Venere
Il faro di Punta Venere (Phare de la pointe Vénus in francese) è un faro situato nel territorio del comune di Mahina sull'estremità settentrionale (Punta Venere) dell'isola di Tahiti in Polinesia francese. Segnala il nord dell'isola e sorveglia la sottostante baia di Matavai.